# Diana (Hafenlohr)
Diana ist ein Gemeindeteil der Gemeinde Hafenlohr im unterfränkischen Landkreis Main-Spessart in Bayern.

## Geographie
Das Forsthaus Diana liegt im Spessart im Tal der Hafenlohr an der Kreisstraße MSP 26, direkt an der Grenze zum Landkreis Aschaffenburg. Sie gehört als Exklave im Fürstlich Löwensteinschen Park zur Gemeinde Hafenlohr. Nördlich grenzen die Gemarkungen der Gemeinde Rothenbuch und des gemeindefreien Gebietes Forst Lohrerstraße. Etwa 500 m nordwestlich liegt der zu Rothenbuch gehörende Weiler Erlenfurt, ungefähr 2,5 km südöstlich befindet sich Einsiedel. Die Einöde besteht aus den Forsthäusern „Alte“ und „Neue Diana“.

## Geschichte
Das Forsthaus wurde nach Diana, der römischen Göttin der Jagd benannt. Diana wurde im Jahr 1817 im Rahmen des Zaunbaus für den Löwensteinschen Wildpark errichtet.